# Bordères-Louron
Bordères-Louron – miejscowość i gmina we Francji, w regionie Oksytania, w departamencie Pireneje Wysokie.
Według danych na rok 1990 gminę zamieszkiwało 115 osób, a gęstość zaludnienia wynosiła 7 osób/km² (wśród 3020 gmin regionu Midi-Pireneje Bordères-Louron plasuje się na 948. miejscu pod względem liczby ludności, natomiast pod względem powierzchni na miejscu 699.).